# Дё-Сорру
Дё-Сорру (фр. Deux-Sorru) — упразднённый кантон во Франции, находился в регионе Корсика, департамент Южная Корсика. Входил в состав округа Аяччо.
Код INSEE кантона — 2A61. Всего в кантон Дё-Сорру входило 11 коммун, из них главной коммуной являлась Вико. Они вошли в кантон Севи-Сорру-Чинарка в 2015 году.

## Коммуны кантона
| Коммуна | Население, чел. (1999) | Почтовый индекс | Код INSEE |
| ------- | ---------------------- | --------------- | --------- |
| Арбори  | 63                     | 20160           | 2A019     |
| Балонья | 170                    | 20160           | 2A028     |
| Вико    | 898                    | 20160           | 2A348     |
| Гваньо  | 139                    | 20160           | 2A131     |
| Коджа   | 699                    | 20160           | 2A090     |
| Летья   | 96                     | 20160           | 2A141     |
| Мурцо   | 77                     | 20160           | 2A174     |
| Орто    | 54                     | 20125           | 2A196     |
| Поджоло | 95                     | 20125           | 2A240     |
| Ренно   | 77                     | 20160           | 2A258     |
| Сочча   | 121                    | 20125           | 2A282     |

## Население
Население кантона на 2008 год составляло 2748 человек.
| 1962  | 1968  | 1975  | 1982  | 1990  | 1999  | 2006 | 2007 | 2008  |
| ----- | ----- | ----- | ----- | ----- | ----- | ---- | ---- | ----- |
| 2 760 | 3 163 | 3 303 | 3 040 | 2 376 | 2 489 | —    | —    | 2 748 |